# Ляхе
Ляхе (таб. Ляхя) — село в Табасаранском районе Республики Дагестан (Россия). Входит в состав сельского поселения сельсовет Гурикский.

## География
Село расположено в 2 км к западу от административного центра района — с. Хучни.

## Население
| 1895 | 1926 | 1939 | 1970 | 1989 | 2002 | 2010 |
| ---- | ---- | ---- | ---- | ---- | ---- | ---- |
| 184  | ↘169 | ↗178 | ↘108 | ↗179 | ↗252 | ↘244 |
| 2021 |      |      |      |      |      |      |
| ↘242 |      |      |      |      |      |      |